# スタンダップ!
『スタンダップ!』（STAND UP）は、朝日放送テレビ（ABCテレビ）で毎週金曜日未明（木曜日深夜）に放送されている情報番組である。

## 概要
- 朝日放送→朝日放送テレビ主催のコンサート・イベント・舞台や、最新映画（特に朝日放送テレビ制作の実写映画やABCアニメーション製作のアニメ映画が多い）の情報や告知・チケットの先行予約の情報を伝える、イベント情報番組である。
- オープニングでは、主に朝日放送テレビ本社の屋上や、番組内で紹介するイベントなどに関連したスポットや会場前での二人のトークから始まり、その週のメイン企画が放送される。
- メイン企画は、MCの2人の対決企画、舞台やコンサート・映画に出演するアーティスト・俳優・女優・アイドルへのインタビューなどが多い。
- 年1回、和歌山県の和歌山マリーナシティ内のテーマパークである、ポルトヨーロッパを訪れる事が恒例となっており、テーマパーク内の様々なゲームを使用した、MC二人の対決企画が行われる。
- かつて2代目MCの高野と熊谷が2人で出演時にも、たまに高野（または熊谷）のみのMC一人で出演する事があった。ほか、3代目MCの北村と3人出演のケースもあった。
- 2006年4月から2008年3月まで、初代MCの岩本が出演できない回は、2代目MCとなる高野が代理で出演していた。放送回によっては3人同時に出演していた回もあった。

## 出演者
- 浦川泰幸（朝日放送テレビアナウンサー、4代目MC、2018年4月5日放送分 - ）
- 熊谷奈美（2008年4月4日放送分 - ）

### 過去の出演者
- 岩本計介（朝日放送〈当時〉アナウンサー、初代MC。2003年10月初回 - 2008年3月28日放送分）
- 高野純一（朝日放送〈当時〉アナウンサー、2代目MC。2006年4月14日 - 2014年3月28日放送分）
- 北村真平（朝日放送〈当時〉アナウンサー、3代目MC。2014年4月 - 2018年3月放送分）
- 大久保かれん（2003年10月初回 - 2007年3月30日放送分）
- 大塚由美（2007年4月6日放送分 - 2008年3月28日放送分）

## 放送時間
- 毎週金曜日 2:15 - 2:35（木曜日深夜）（但し放送日により時間帯の変更有り）
  - 2009年9月までは、『アメトーーク!』『アドレな!ガレッジ』の後に放送されていたが、2009年10月からはテレビ朝日制作枠の「ネオバラエティ」枠の5分延長に伴う編成の変更により、1:56開始から2:11開始となったが、『アドレな!ガレッジ』が放送されていた「ネオネオバラエティ」枠の2009年9月末をもっての廃枠に伴い、『アドレな!ガレッジ』が11月12日放送分で終了となったため、2009年11月19日からは開始時間が早まり、1:36スタートとなった（2009年11月19日放送分では、直前にドラマ『アンタッチャブル〜事件記者・鳴海遼子〜』の番宣番組が2分間あったため、1:38スタートであった）。
  - 2010年3月5日からは、2月まで日曜日未明（土曜日深夜）に放送されていた『THAT'S ENKA TAINMENT〜ちょっと唄っていいかしら?〜』の放送時間移動により、2:13スタートに繰り下がった。
  - 2014年4月4日からは、さらに1分繰り下がり2:14スタートに変更された。

再放送
- 毎週日曜日 2:30 - 2:50（土曜日深夜）（2日前放送分の再放送、2009年10月から開始。但し放送日により時間帯の変更有り）